# Babi (mitologia greca)
Nella mitologia greca,  Babi  era il nome di uno dei figli di Meandro.

## Il mito
Babi, figlio di una delle divinità minori dei fiumi, in quanto nell'antica Grecia si credeva che ogni fiume avesse origini divine, fratello di Marsia, famoso per essere tanto abile nel suonare il flauto da sfidare il divino Apollo, quando il dio si vendicò della presunzione di Marsia stava per far esplodere la sua rabbia anche contro Babi, ma fu salvato dalle sue capacità scarsissime con il flauto.

### Interpretazione e realtà storica
Nell'antica Grecia tale storia diede origine a proverbi, ormai caduti in disuso come “suonare peggio di Babi”

### Moderna
- Robert Graves, I miti greci, Milano, Longanesi, ISBN 88-304-0923-5.
- Angela Cerinotti, Miti greci e di roma antica, Prato, Giunti, 2005, ISBN 88-09-04194-1.
- Anna Ferrari, Dizionario di mitologia, Litopres, UTET, 2006, ISBN 88-02-07481-X.
- Anna Maria Carassiti, Dizionario di mitologia classica, Roma, Newton, 2005, ISBN 88-8289-539-4.